# فن أنجلوساكسوني
يغطي الفن الأنجلوساكسوني الفن المنتج خلال الفترة الأنجلوساكسونية من التاريخ الإنجليزي، بدءًا من أنماط الفن خلال عصر الهجرة التي جلبها الأنجلوساكسونيون معهم من أوروبا في القرن الخامس، وانتهاءً في عام 1066 مع غزو نورمان للدولة الأنجلوساكسونية التي كان فنها المتطور مؤثرًا  كبيرًا في شمال أوروبا. اعتُبر القرنان السابع والثامن الفترة الأكثر تميزًا من حيث الإنجاز الفني، لوجود صناعة الأدوات المعدنية والمجوهرات من ساتون هوو وسلسلة من المخطوطات الرائعة، والفترة الأخيرة بعد نحو 950 سنة، عند إعادة إحياء الحضارة الإنجليزية بعد نهاية غزوات الفايكنغ. وكان الانتقال إلى الفن الرومانسكي قد اكتمل تقريبًا بحلول وقت الغزو. تأسست المراكز الفنية الهامة في أقصى حدود إنجلترا، في نورثمبريا، وفي مملكة وسكس ومقاطعة كنت بالقرب من الساحل الجنوبي.
بقي الفن الأنجلوساكسوني موجودًا في المخطوطات المزخرفة والهندسة المعمارية الأنجلوسكسونية وعدد من المنحوتات العاجية الدقيقة وبعض الأعمال المعدنية وغيرها من المواد. عُرف العمل الإنجليزي بأنه أفضل أعمال التطريز في أوروبا، على الرغم من أنه لم يبقَ سوى بعض القطع من الفترة الأنجلوساكسونية - نسيج بايو هو نوع مختلف تمامًا من أعمال التطريز، إذ يكون على مساحات كبيرة جدًا. كانت الأعمال المعدنية أكثر أشكال الفن المصنوعة من قبل الأنجلوساكسونيين احترامًا وتبجيلًا كما هو الحال في معظم أوروبا في ذلك الوقت، ولكن لم يبق منه أي شيء - كان هناك نهب هائل للكنائس الأنجلوساكسونية والأديرة وممتلكات النبلاء المطرودين من قبل حكّام نورمان الجدد في عقود حكمهم الأولى، وكذلك النورسمان قبلهم، والإصلاح الإنجليزي بعدهم، ومعظم القطع الباقية وُجدت في أوروبا. فضّل الأنجلوساكسونيون الألوان الساطعة، واستخدام الخيال لرؤية البقايا المحفورة والبالية التي بقيت كما كانت في السابق.
يعد نسيج بايو أشهر قطعة من الفن الأنجلوساكسوني، الذي نفذه فنانون إنجليز يعملون على النمط الأنجلوساكسوني التقليدي بتكليف من أحد رعاة نورمان. عمل الفنانون أيضًا في الفريسكو والمنحوتات الحجرية والعاج ونحت العظام (وخاصة صندوق فرانكس) وصنع الأدوات المعدنية (على سبيل المثال: بروش فولر) والزجاج الأنجلوساكسوني، والتي استُرد الكثير منها من خلال أعمال الحفريات في علم الآثار وبعضها بقي محافظًا عليها على مر القرون خاصة في كنائس أوروبا، إذ لم يترك الفايكنغ والنورمان والإصلاح الإنجليزي شيئًا في إنجلترا باستثناء الكتب والاكتشافات الأثرية.

## نظرة عامة
يعد صنع الأدوات المعدنية الشكل الوحيد الناجي من بدايات الفن الأنجلوساكسوني، وهو في معظمه من المجوهرات ذات الأسلوب-الجرماني (بما في ذلك لوازم الملابس والأسلحة) التي كانت تُوضع عادةً في المدافن، وذلك قبل تنصير إنجلترا الأنجلوساكسونية. وبعد التنصير الذي استغرق معظم القرن السابع، اندمجت التقنيات والزخارف الجرمانية الأنجلوساكسونية التقليدية والحديثة إلى جانب الكتب، وأوجدت مع بعضها ما يُسمى  بأسلوب الفن الهايبر - ساكسوني، أو الفن الجزيري، والذي يظهر أيضًا في المخطوطات المزخرفة وبعض الأحجار المنحوتة والعاج، التي كانت مستوحاة من الأدوات المعدنية المزخرفة ومن التأثيرات البريطانية في الغرب والفرنجة. كانت مملكة نورثمبريا في أقصى شمال إنجلترا موطن الفن الجزيري في بريطانيا، في مراكز مثل: ليندسفارن، التي تأسست كفرع للمسيحية الكلتية في دير أيونا. في نفس الوقت تقريباً الذي صنعت فيه أناجيل ليندسفارن في أوائل القرن الثامن، ظهر فسبازيان كتاب داوود من كانتربيري في أقصى الجنوب، والذي صنعه المبشرون من مقرهم في روما، وأبدى فنًا مختلفًا تمامًا قائمًا على أساس كلاسيكي. امتزج الأسلوبان وطُوِّرا معًا، وبحلول القرن التالي وصل الأسلوب الأنجلوساكسوني الناتج إلى مرحلة النضج.
تعرض المجتمع الأنجلوساكسوني إلى فوضى كبيرة في القرن التاسع، وخاصةً في نصفه الأخير، بسبب غزوات الفايكنغ، وتراجع عدد الأشياء المهمة التي نجت من تلك الفترة إلى حد كبير، وأصبح تاريخها أكثر غموضًا من تاريخ القرن السابق. أُغلقت معظم الأديرة في الشمال لعدة عقود، وبعضها أُغلِق إلى الأبد، ويُقال أنه بعد كتاب كانتربيري المقدس قبل عام 850، وربما قبل ذلك بكثير «لم توجد الكتب الكبيرة المذهبة حتى القرن العاشر». 
ألفريد العظيم (حكم الفترة الممتدة ما بين عامي 871-899)، جعل الفايكنغ يتراجعون مرة أخرى إلى الخط الممتد وسط إنجلترا، وهناك استقروا في منطقة دانيلاو، ودمجوا تدريجيًا في ما عُرف لاحقًا ب المملكة الأنجلوساكسونية الموحدة.
يُعرف الطور الأخير من الفن الأنجلوساكسوني باسم مدرسة أو أسلوب وينشستر، ولذلك أُنتج في العديد من المراكز في جنوب إنجلترا، وربما في المقاطعات الوسطى أيضًا. بدأت هذه العناصر في الظهور في نحو عام 900، ولكن ظهرت المخطوطات الرئيسية الأولى في نحو 930s. جمع هذا النمط الفني ما بين التأثيرات الفنية للإمبراطورية الرومانية المقدسة وعناصر من الفن الإنجليزي الأقدم، وبعض العناصر الأخرى، الذي تتطابق أحيانًا مع بعض الأشكال خاصة في الرسومات الخطية، والتي هي الصور الوحيدة في العديد من المخطوطات، وكانت بارزة في الفن الإنجليزي في العصور الوسطى.

## تذهيب الكتب
تشكّل فترة تذهيب الكتب الأنجلوساكسونية جزءًا من الفن الهايبر- ساكسوني، وهي مزيج من التأثيرات القادمة من أساليب البحر الأبيض المتوسط والفن الكلتي والجرماني، الذين ظهروا بالتزامن مع مواجهة الأنجلوساكسونيين لنشاط تبشيري أيرلندي في نورثامبريا، في ليندسفارن وإيونا بشكل خاص. واستوردت البعثة الغريغورية في الوقت نفسه، من روما وخلفائها بعض المخطوطات، مثل: إنجيل القديس أغسطينوس الإيطالي، وظهر هذان النمطان بشكل مختلط لفترة طويلة، في نسبة كبيرة من المخطوطات الأنجلوساكسونية. وُجد في أناجيل ليندسفارن التي كُتبت تقريبًا في نحو 700-715 ، بعض التعقيدات والتطورات غير المسبوقة، بينما اتبع البورتريه الإنجيلي النماذج الإيطالية بالوضوح والبساطة إلى حد كبير. يستند بورتريه القديس ماثيو على النموذج الإيطالي نفسه الذي استخدم لرسم شخصية عزرا الذي يعد واحدة من الشخصيات الكبيرة في كوديكس أمياتينوس (قبل عام 716)، ولكن النمط هناك مختلف جدًا؛ إذ يوجد فيه القليل من الوهم بالإضافة إلى «محاولة إدخال أسلوب البحر المتوسط ضمن فن إنجلترا الأنجلوساكسونية»، ولكنها فشلت  باعتبارها «ربما متقدمة جدًا»، تاركة هذه اللوحات كدليل وحيد.
شوهد مزيج مختلف في الافتتاح من استكهولم ستوديكس أوريوس (في منتصف القرن الثامن)، إذ اعتُمد في رسم بروتريه المبشر في يسار اللوحة على الأسلوب الإيطالي، بالإضافة إلى بعض النماذج المفقودة، بينما اعتُمد في كتابة الصفحة النصية في اليمين بشكل أساسي على أسلوب فن الهايبر- ساكسوني، خاصةً في السطر الأول، إذ تتميز بسلاسل كلتيك قوية ومتشابكة. أما الأسطر الباقية فتعود إلى نمط أكثر هدوءًا وأكثر تقليدية من المخطوطات الفرنجية في تلك الفترة. لكن من المؤكد أن الفنان نفسه هو من أنتج الصفحتين، وهو واثق جدًا من كلا الأسلوبين؛ تشتمل صورة جون المبشر على دوائر كلتيك مستديرة بزخارف حلزونية مستمدة على الأرجح من شعارات المينا من الأوعية المعلقة. هذه هي واحدة من ما يسمى «مجموعة طبريا» من المخطوطات، والتي تتجه نحو الأسلوب الإيطالي، ويبدو أنها مرتبطة بمقاطعة كنت، أو ربما مملكة مرسيا. وهي تُعتبر آخر مخطوطة إنجليزية توجد فيها «أنماط لولبية مطورة للبوق» حسب تسلسل الأحداث المعتاد.

## معرض صور

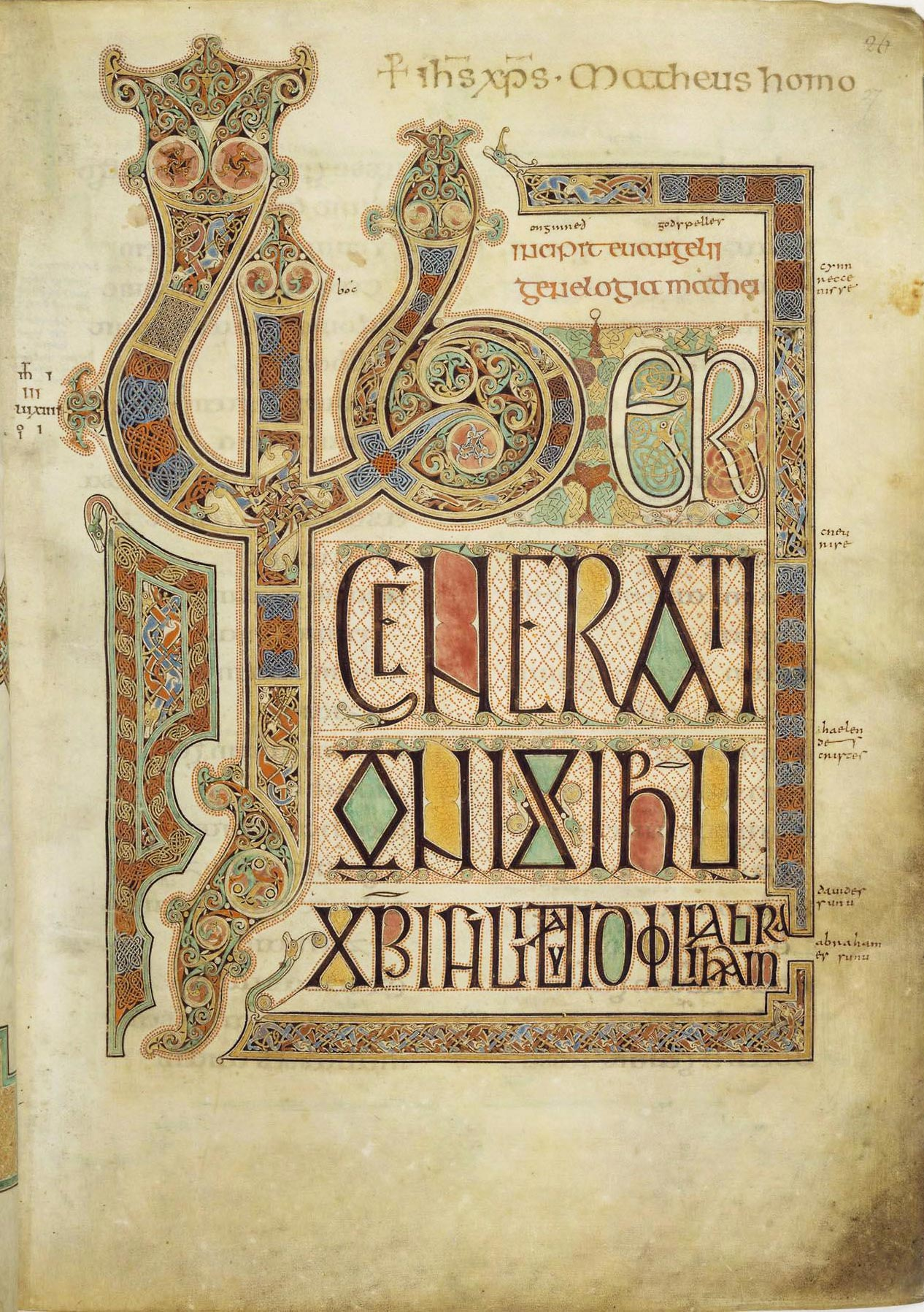
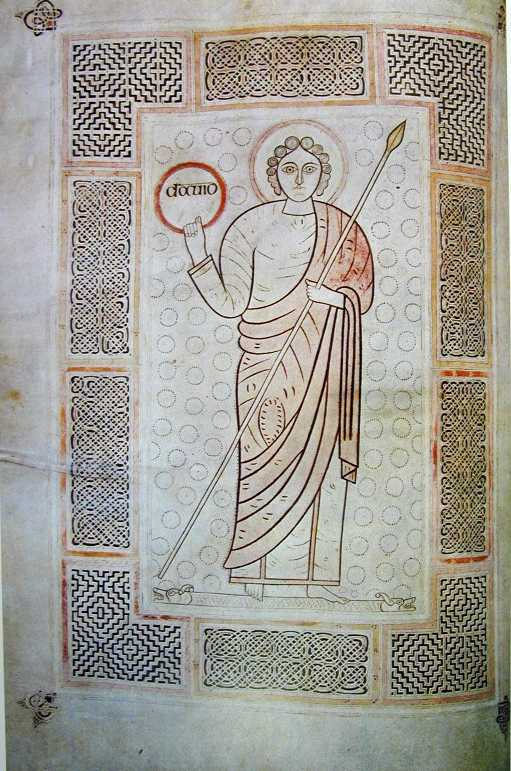
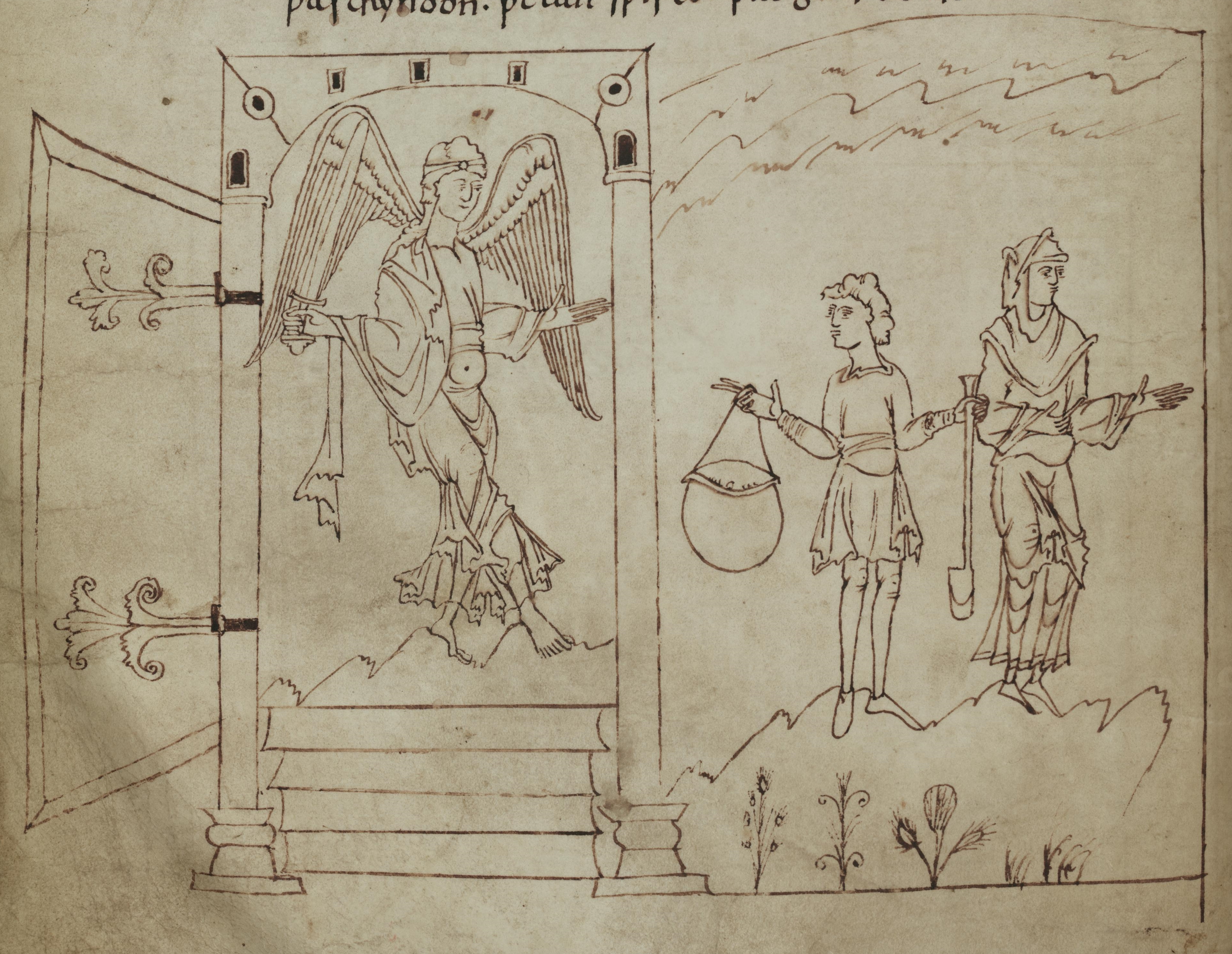
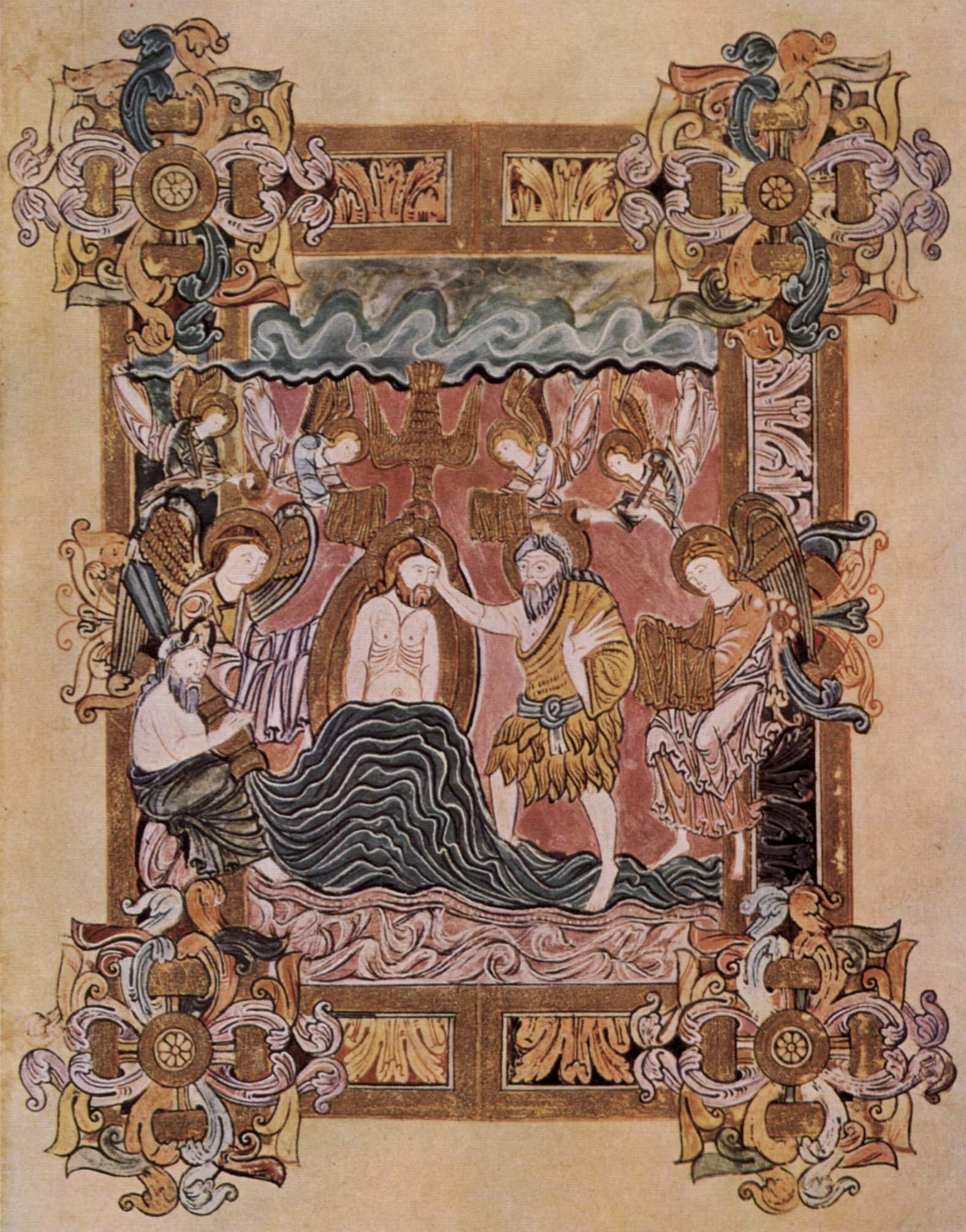